# Dantrolen
Dantrolen ist ein Hydantoin-Derivat aus der Gruppe der Muskelrelaxantien und wird als Arzneistoff, oral in Kapselform zur Behandlung spastischer Syndrome mit krankhaft gesteigerter Muskelspannung und intravenös bei der Malignen Hyperthermie und beim malignen neuroleptischen Syndrom eingesetzt. Hergestellt wurde der Arzneistoff (als Dantrolen-Natrium) etwa von den Firmen Röhm Pharma in Weiterstadt und Wien, Boehringer Mannheim in Rotkreuz. Der Arzneistoff wird inzwischen von Norgine hergestellt und vertrieben. Im Dezember 2024 brachte das Unternehmen mit Agilus ein weiterentwickeltes Nachfolgemedikament von Dantrolen i.v. mit demselben Wirkstoff, aber einer vereinfachten Handhabung auf den Markt. Der Vertrieb von Dantrolen i.v. wurde zugunsten des Nachfolgeprodukts eingestellt. Die beiden Präparate unterscheiden sich maßgeblich in der Stärke je Ampulle. So enthalten etwa sechs Ampullen Agilus die gleiche Menge des Wirkstoffs Dantrolen wie 36 Ampullen Dantrolen i.v. Außerdem verfügt Agilus über eine schnellere Rekonstitution mit einer geringeren Menge an Wasser für Injektionszwecke, was die Zubereitung in einer zeitkritischen Behandlungssituation erleichtern soll.
Die klinische Einführung des von Snyder und seinen Mitarbeitern 1967 synthetisierten und von Gaisford Harrison zur Therapie der Malignen Hyperthermie vorgeschlagenen Dantrolens erfolgte 1979.

## Klinische Angaben
Dantrolen hemmt die Freisetzung von Calcium-Ionen (Ca2+) aus dem sarkoplasmatischen Retikulum (ohne die Ca2+-Wiederaufnahme zu beeinflussen) wahrscheinlich über eine Hemmung des Ryanodin-Rezeptors und kann so die unkontrolliert ablaufenden Kontraktionen der gesamten Skelettmuskulatur durchbrechen.
Die Maligne Hyperthermie ist eine seltene, aber lebensbedrohende Narkosekomplikation. Triggersubstanzen sind volatile Inhalationsanästhetika und depolarisierende Muskelrelaxantien wie Suxamethonium. Eine für die Erkrankung disponierende Ursache ist häufig eine Mutation des für einen Ryanodin-Rezeptor kodierenden RYR1-Gens. Ein ausreichender Vorrat an Dantrolen zur Notfalltherapie ist in operativen Kliniken und auch in anästhesiologischen Praxen, die Patienten ambulant in Allgemeinanästhesie versorgen, unerlässlich.
Eine weitere Einsatzmöglichkeit ist die Behandlung des malignen neuroleptischen Syndroms. Es gibt Hinweise, dass Dantrolen auch bei der Therapie der bei Intoxikationen mit MDMA (Ecstasy) nicht selten auftretenden Hyperthermie hilfreich sein könnte.
Eine Injektionsflasche enthält zum Beispiel 20 mg Dantrolen-Natrium sowie 3 g Mannitol als Trockensubstanz (Pulver). Zur Herstellung einer Infusionslösung wird der Inhalt einer solchen Flasche mit 60 ml Wasser für Injektionszwecke aufgelöst (zur Vermeidung eines Mitaufziehens nicht gelöster Dantrolen-Kristalle – mit dem Risiko für Reaktionen an der Injektionsstelle von einer Rötung bis zur Gewebsnekrose – muss unter Umständen eine Filtrationsvorrichtung (Filternadel bzw. Filterkanüle) benutzt werden). Der pH-Wert beträgt dann 9,5. Zur Behandlung einer Malignen Hyperthermie werden beim Menschen 2,5 bis 10 mg/kg und mehr, beim Erwachsenen etwa 200 mg (10 Injektionsflaschen) bis 800 mg, benötigt.

## Synthese
Die ursprüngliche patentrechtlich geschützte Synthese begann mit Para-Nitroanilin, das einer Diazotierung unterzogen wurde, gefolgt von einer durch Kupfer(II)-chlorid katalysierten Arylierung mit Furfural (im Wesentlichen eine modifizierte Meerwein-Arylierung). Anschließend reagiert dies mit 1-Aminohydantoin zum Endprodukt.

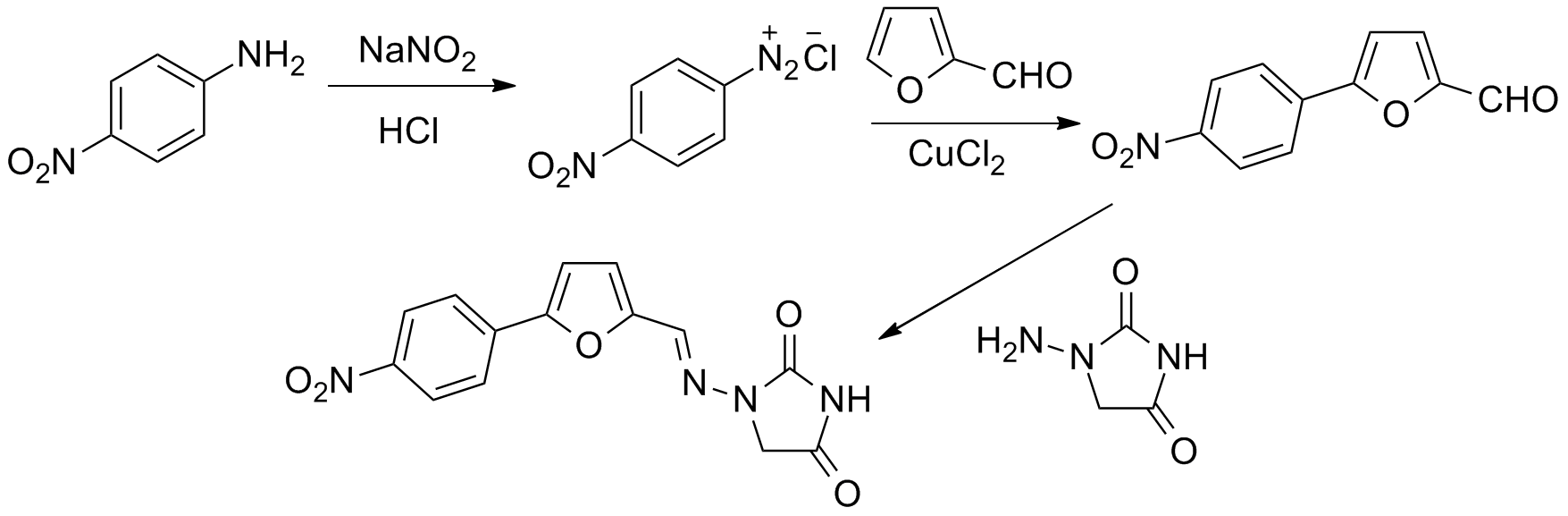
Dantrolen synthese Davis and Snyder; U.S. patent 3,415,821 (1968 von Norwich Pharma Co).

## Unerwünschte Wirkungen
Da Dantrolen auch in Ruhe die intrazelluläre Calciumionenkonzentration senkt und somit gering muskelrelaxierend wirkt, kann nach der Anwendung Muskelschwäche, insbesondere eine überwachungsbedürftige Atemschwäche während der klinischen Wirkdauer von 5 bis 8 Stunden auftreten. Bei längerer Behandlungsdauer sollte das alkalische Dantrolen über einen zentralvenösen Katheter verabreicht werden, da bei versehentlicher Injektion ins Gewebe Nekrosen drohen. Weitere Nebenwirkungen können Übelkeit, Erbrechen, Kopfschmerzen, Schwindel, Durchfall und allergische Reaktionen sein. Dantrolen wurde auch kausal mit Pleuraerguss in Verbindung gebracht.

## Gegenanzeigen
Als Kontraindikationen für die Gabe von Dantrolen wurden Schwangerschaft, Stillzeit, Kinder, Leberfunktionsstörungen bzw. Lebererkrankungen und Herzmuskelschäden angegeben.

## Handelsnamen
Monopräparate: Dantamacrin (D, CH), Dantrolen i. v. (D, CH), Agilus